# Palksundet

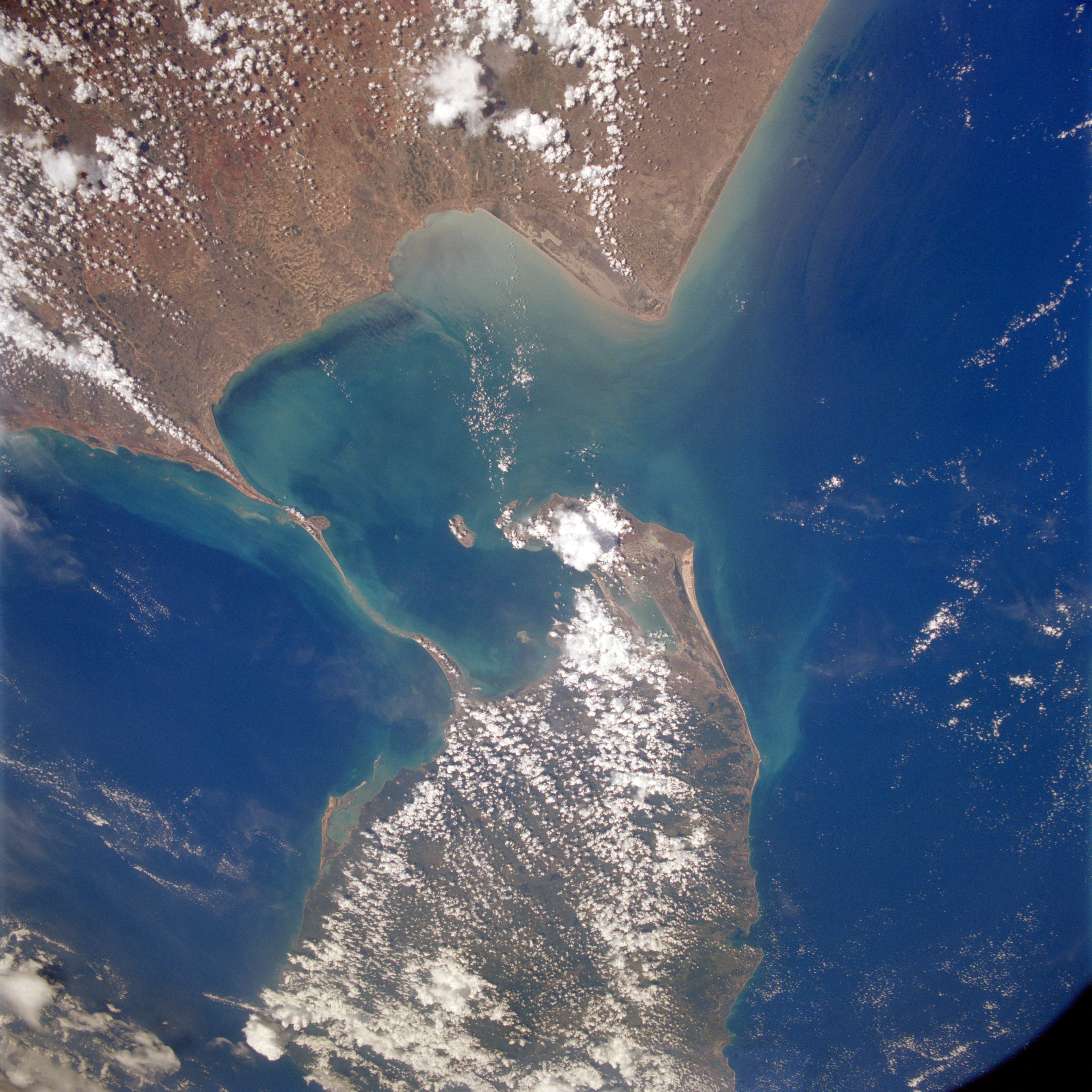
Gulf of Mannar, Adamsbron, Palkbukten, Palksundet, Bengaliska viken.

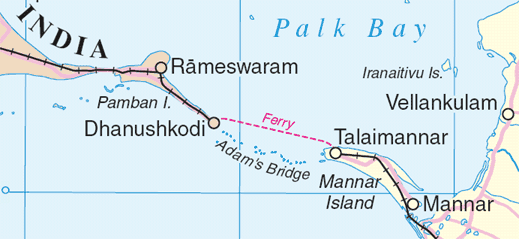
Adamsbron separerar Palksundet från Gulf of Mannar.

Palksundet (tamil: பாக்கு நீரிணை) är ett sund mellan den indiska delstaten Tamil Nadu och distriktet Mannar i Nordprovinsen, Sri Lanka. Sundet förbinder Bengaliska viken i nordost med Palkbukten och därifrån med Gulf of Mannar i sydväst. Sundet är mellan 53 och 80 km brett. Flera floder flyter in i sundet, däribland Vaigai River i Tamil Nadu. Sundet är uppkallat efter Robert Palk, som var guvernör i Presidentskapet Madras (1755-1763) under Company Raj-perioden.